# Hamish Carter
Hamish Carter   (Auckland, 28 d'abril de 1971) és un triatleta neozelandès, ja retirat, que va competir a cavall del segle XX i XXI. Va dominar el triatló a Nova Zelanda durant la dècada de 1990, fins a l'aparició de Bevan Docherty. Durant la seva carrera esportiva va guanyar 22 triatlons professionals i va obtenir 12 victòries a la Copa del Món.
El 2000, any de l'estrena del triatló als Jocs Olímpics d'Estiu, va disputar els Jocs de Sydney, on fou vint-i-sisè en la prova individual del triatló. Quatre anys més tard, als Jocs d'Atenes, va guanyar la medalla d'or en la mateixa prova, rere el seu compatriota Bevan Docherty. Per aquesta victòria fou escollit millor atleta neozelandès de l'any.
En el seu palmarès també destaca una medalla de bronze als Jocs de la Commonwealth de 2002, dues medalles de plata i una de bronze al Campionat del món de triatló i la general de la Copa del món de triatló de 1998.
Es retirà el març del 2007.